# Barbara Prakopenka
Barbara Prakopenka (Homel', 29 aprile 1992) è un'attrice e modella bielorussa naturalizzata tedesca.

## Biografia
All'età di due anni si trasferisce assieme alla sua famiglia ad Amburgo.
Dal settembre 2010 ad aprile 2011 appare per la prima volta sul piccolo schermo, interpretando il ruolo di Jasmin Blohm nella soap opera Lena - Amore della mia vita. 
In seguito, interpreta vari ruoli in serie televisive come SOKO Wismar, Squadra speciale Lipsia, Tatort, ecc.
A partire dal maggio dal 2012 è protagonista, nel ruolo di Kira Beckmann, della soap opera Unter uns.
Da dicembre 2016 è protagonista della web-serie su You Tube Alles Liebe, Annette.
Barbara Prakopenka parla correntemente russo, tedesco e inglese. Attualmente vive a Berlino.

## Filmografia

### Cinema
- Leerzeichen Liebe, regia di Ken Hoffmann - cortometraggio (2015)
- Das letzte Abteil, regia di Andreas Schaap (2016)
- Skin Creepers, regia di Ezra Tsegaye (2018)
- Abgeschnitten, regia di Christian Alvart (2018)

### Televisione
- Die Rettungsflieger – serie TV, episodio 11x06 (2007)
- Innere Werte, regia di Jan Schomburg – film TV (2007)

- Lena - Amore della mia vita (Lena - Liebe meines Lebens) – serial TV, 135 episodi (2010-2011)
- Ein Fall für die Anrheiner – serie TV, episodio 2x21 (2013)
- Il commissario Schumann (Der Kriminalist) – serie TV, episodio 8x01 (2013)
- Squadra Speciale Vienna (SOKO Donau) – serie TV, episodio 9x04 (2013)
- Ultima traccia: Berlino (Letzte Spur Berlin) – serie TV, episodio 4x09 (2015)
- My Life (Rote Rosen) – serial TV, 16 episodi (2015)
- Squadra speciale Lipsia (SOKO Leipzig) – serie TV, episodi 11x03-16x06 (2010-2015)
- Ein starkes Team – serie TV, episodio 1x64 (2016)
- Die Stadt und die Macht, regia di Friedemann Fromm – miniserie TV (2016)
- Hotel Heidelberg – serie TV, episodio 1x02 (2016)
- Zwei Leben. Eine Hoffnung., regia di Richard Huber – film TV (2016)
- Polizeiruf 110 – serie TV, episodio 45x02 (2016)
- Tatort – serie TV, 2 episodi (2012-2016)
- Löwenzahn – serie TV, episodio 36x04 (2016)
- Medici in corsia (In aller Freundschaft - Die jungen Ärzte) – serie TV, episodio 2x28 (2016)
- SOKO Wismar – serie TV, episodi 8x09-14x09 (2011-2016)
- Alles Liebe, Annette – serie TV, 26 episodi (2016-2017)[2]
- Il commissario Lanz (Die Chefin) – serie TV, episodio 8x04 (2017)
- Sette giorni per non morire (Der 7. Tag), regia di Roland Suso Richter – film TV (2017)
- Circle of Life (Familie Dr. Kleist) – serie TV, episodio 7x06 (2017)
- Hamburg Distretto 21 (Notruf Hafenkante) – serie TV, episodi 4x02-4x10-12x17 (2009-2018)
- Die Eifelpraxis – serie TV, 5 episodi (2017-2018)
- Inga Lindström - Una sposa in fuga (Inga Lindström: Die Braut vom Götakanal), regia di Matthias Kiefersauer – film TV (2018)
- Blind ermittelt: Die toten Mädchen von Wien, regia di Jano Ben Chaabane - film TV (2018)
- Beck is back! – serie TV, episodi 1x02-2x04 (2018-2019)
- Squadra Speciale Stoccarda (SOKO Stuttgart) – serie TV, episodio 11x03 (2019)
- Squadra Speciale Cobra 11 (Alarm für Cobra 11 - Die Autobahnpolizei) – serie TV, episodio 25x06 (2019)
- Unter uns – serial TV, 135 episodi (2012-2019)
- Blutige Anfänger – serie TV, episodi 1x01-1x02-1x03 (2020)
- In Wahrheit: Jagdfieber, regia di Thomas Roth – film TV (2020)
- Ziemlich russische Freunde, regia di Esther Gronenborn – film TV (2020)
- Schwester, Schwester - Hier liegen Sie richtig! – serie TV, 5 episodi (2020-2021)
- Praxis mit Meerblick – serie TV, episodio 1x12 (2021)
- Das Quartett, regia di Vivian Naefe – miniserie TV (2021)
- La nave dei sogni (Das Traumschiff) – serie TV, episodio 1x91 (2021)
- Morden im Norden – serie TV, episodi 1x03-3x10-8x04 (2012-2022)
- SOKO Hamburg – serie TV, episodio 4x10 (2022)
- Alles was zählt – serial TV, 48 episodi (2021-2022)
- Helen Dorn – serie TV, episodi 1x09-1x16 (2018-2022)
- Squadra Speciale Colonia (SOKO Köln) – serie TV, episodio 18x27 (2022)
- WaPo Elbe – serie TV, 4 episodi (2022)
- Bettys Diagnose – serie TV, episodi 4x19-9x04 (2018-2022)

## Doppiatrici italiane
Nelle versioni in italiano dei suoi film, Barbara Prakopenka è stata doppiata da:
- Giulia Catania in Inga Lindström - Una sposa in fuga
- Isabella Cortese in Lena - Amore della mia vita